# شهرآشوب (فیلم ۱۳۴۸)
شهر آشوب فیلمی به کارگردانی مهدی ژورک مشهور به فریدون ژورک و نویسندگی حبیب‌الله کسمایی محصول سال ۱۳۴۸ خورشیدی است. این فیلم محصول سییرا فیلم است.

## خلاصه داستان
مرد متمول به منظور اصلاح پسر لاقید و تنبلش ناگهان شایع می‌کند که در گذشته همهٔ ثروتش را به سازمان‌های خیریه بخشیده است پسر ناچار به کاری مشغول می‌شود…

## بازیگران
اسامی بازیگران بر اساس پوستر و تبلیغات فیلم:
1. فروزان به نقش شهرآشوب
2. پیمان (احمد پاریاب خراسانی) به نقش هرمز
3. تقی ظهوری به نقش صادق
4. جهانگیر غفاری به نقش جمشید
5. مینا
6. احمد قدکچیان به نقش کیوان
7. کاظم تهرانچی
8. احمد رزاقی
9. ذبیح‌الله ذبیح‌پور
10. ثریا بهشتی

## نمایش فیلم
فیلم شهرآشوب برای بار نخست در تاریخ چهارشنبه ۱۹ آذر ۱۳۴۸ خورشیدی در سیزده سینما در تهران و همزمان در شهرستانها به نمایش درآمد. این فیلم جایگزین فیلم هندی «تصویر» محصول سال ۱۳۴۵ خورشیدی، در گروه سینمایی مولن‌روژ شد.
سینماهای نمایش‌دهنده فیلم شهرآشوب در تهران در گروه سینمایی مولن‌روژ شامل ۱۳ سینمای شهرآشوب، مولن روژ، دیانا، مهتاب، پاسارگاد، رکس، شهوند، لیدو، نپتون، اسکار، اورانوس، شرق و مسعود بودند. سینماهای نمایش‌دهنده فیلم در شهرستانها شامل پرسپولیس، مترو و تاج در شیراز، سهیلا و کیهان در آبادان، تخت جمشید و کریستال در رضائیه بودند.
فیلم شهرآشوب، پس از دو هفته نمایش در تهران، در گروه سینمایی مولن‌روژ در تاریخ چهارشنبه ۳ دی ۱۳۴۸ جای خود را به فیلم هندی پیوند دوستی داد.